# Sven Beelen
Pour les articles homonymes, voir Beelen (homonymie).
Sven Beelen (né le 14 mars 1990 à Louvain) est un coureur cycliste belge, spécialiste du cyclo-cross. Il a été membre de l'équipe Sunweb-Revor de 2009 à 2012.

## Biographie
En 2010, il remporte en Espagne ses deux premiers succès professionnels aux cyclo-cross de Villarcayo et de Medina de Pomar.

## Palmarès en cyclo-cross
- 2010-2011 
  - VII Cyclo-cross de Villarcayo, Villarcayo
  - VII Cyclo-cross de Medina de Pomar, Medina de Pomar